# چکاوک تکلا
چکاوک تکلا (نام علمی: Galerida theklae) نام یک گونه پرنده از سرده چکاوک‌های کاکلی است. این پرنده در شبه‌جزیره ایبریا، شمال آفریقا و آفریقای جنوب صحرا از سنگال تا سومالی زندگی می‌کند.